# Себастьян Джовінко
Себастьян Джовінко (італ. Sebastian Giovinco; нар. 26 січня 1987, Турин) — італійський футболіст, нападник. Виступав у складі збірної Італії. Прізвисько — атомний мураха.

## Клубна кар'єра
Вихованець футбольної школи провідного клубу рідного міста «Ювентус». Дорослу футбольну кар'єру розпочав 2006 року в основній команді того ж клубу, в якій провів один сезон, взявши участь лише у 3 матчах чемпіонату.
Протягом 2007–2008 років на умовах оренди захищав кольори «Емполі».
Своєю грою за останню команду знову привернув увагу представників тренерського штабу клубу «Ювентус», до складу якого повернувся по завершенні терміну оренди 2008 року. Цього разу відіграв за «стару синьйору» наступні два сезони своєї ігрової кар'єри, періодично виходячи на поле у складі головної команди, однак так і не отримавши постійного місця в «основі».
До складу клубу «Парма» приєднався 2010 року, спочатку на умовах оренди, а згодом клуб викупив 50% прав на гравця. Відіграв за пармську команду 66 матчів в національному чемпіонаті, забивши 22 голи. Влітку 2012 «Ювентус» повернув гравця до своїх лав, уклавши з ним трирічну угоду.
На початку 2015 року Джовінко перебрався до Канади, де став гравцем клубу MLS «Торонто». За умовами п'ятирічного контракту річна зарплатня нападника склала 7 мільйонів доларів, що зробило його найбільш оплачуваним гравцем північноамериканської ліги та найбільш оплачуваним італійським футболістом.
У 2022 році Себастьян Джовінко на правах вільного агента перейшов до «Сампдорії».

## Виступи за збірні
2003 року дебютував у складі юнацької збірної Італії, у складі юнацьких збірних різних вікових категорій взяв участь у 19 іграх, відзначившись 5 забитими голами.
Протягом 2006–2009 років залучався до складу молодіжної збірної Італії. На молодіжному рівні зіграв у 24 офіційних матчах, забив 1 гол.
2008 року захищав кольори олімпійської збірної Італії. У складі цієї команди провів 10 матчів, забив 3 голи, був учасником футбольного турніру на Олімпійських іграх 2008 року у Пекіні.
2011 року дебютував в офіційних матчах у складі національної збірної Італії. Наразі провів у формі головної команди країни 6 матчів.
| Дата       | Місто    | Господарі | Результат | Гості             | Турнір            | Голи | Примітки |
| ---------- | -------- | --------- | --------- | ----------------- | ----------------- | ---- | -------- |
| 09/02/2011 | Дортмунд | Німеччина | 1 – 1     | Італія            | товариський матч  | -    |          |
| 29/03/2011 | Київ     | Україна   | 0 – 2     | Італія            | товариський матч  | -    |          |
| 03/06/2011 | Модена   | Італія    | 3 – 0     | Естонія           | Відбір до ЧЄ 2012 | -    |          |
| 07/06/2011 | Льєж     | Італія    | 0 – 2     | Ірландія          | товариський матч  | -    |          |
| 07/10/2011 | Белград  | Сербія    | 1 – 1     | Італія            | Відбір до ЧЄ 2012 | -    |          |
| 11/10/2011 | Пескара  | Італія    | 3 – 0     | Північна Ірландія | Відбір до ЧЄ 2012 | -    |          |
| Усього     |          | Матчів    | 6         |                   | Голів             | 0    |          |

## Титули і досягнення
- Чемпіон Італії (2):

«Ювентус»: 2012–13, 2013–14
- Володар Суперкубка Італії (2):

«Ювентус»: 2012, 2013
- Переможець Серії B (1):

«Ювентус»: 2006–07
- Чемпіон Канади (3):

«Торонто»: 2016, 2017, 2018
- Володар Кубка МЛС (1):

«Торонто»: 2017
- Чемпіон Саудівської Аравії (2):

«Аль-Гіляль»: 2019-20, 2020-21
- Володар Королівського кубка Саудівської Аравії (1):

«Аль-Гіляль»: 2019-20
- Переможець Ліги чемпіонів АФК (1):

«Аль-Гіляль»: 2019
- Найкращий бомбардир Чемпіонату Канади (1):

«Торонто»: 2017
Збірні
- Віце-чемпіон Європи: 2012